# NetCrunch
AdRem NetCrunch – pakiet oprogramowania do bezagentowego monitorowania sieci komputerowych opartych na różnych platformach sprzętowych. Producentem oprogramowania jest firma AdRem Software.
Oprogramowanie NetCrunch monitoruje 65 usług sieciowych, aplikacje Windows, systemy operacyjne: Windows, Linux, NetWare, BSD, Solaris, VmWare, Mac OS X, a także urządzenia SNMP (v 1-3). Program centralizuje zarządzanie błędami  poprzez gromadzenie i alarmowanie o wydarzeniach pochodzących z Dziennika Zdarzeń Windows, komunikatów syslog oraz trapów SNMP, jak również innych źródeł danych takich jak webhook, zdarzenia zewnętrzne, web message, dane z pliku tekstowego, bazy danych sql lub inne dane dostarczane metodą push do NetCruncha (na przykład przez zdalne skrypty lub REST API).
NetCrunch obrazuje zarówno fizyczną jak i logiczną topologię sieci, mapy rutingu, mapowanie portów na switch. Program automatycznie aktualizując widoki sieci, widoki typu topcharts pokazujące najbardziej obciążone/kończące się zasoby oraz widoki graficzne umożliwiające prezentację dowolnej usługi, procesu lub struktury sieci, zawierające dowolne tło, grafiki, mapy geograficzne lub rzuty terenu/biura, połączenia oraz elementy przedstawiające bieżącą wartość metryki, status lub alertu zbieranych przez NetCruncha.

## Główne cechy
Automatyczne wykrywanie sieci – NetCrunch automatycznie wykrywa i klasyfikuje zasoby sieciowe.
Widoki sieci – prezentują fizyczną i logiczną topologię sieci. NetCrunch posiada predefiniowane widoki sieci: sieci IP, Mapa Rutingu, Segmenty Fizyczne, Serwery, Mapy z Problemami oraz wiele innych. Jedną z głównych zalet programu jest możliwość przygotowywania własnych map sieci.
Zarządzanie zdarzeniami – NetCrunch umożliwia zarządzanie zdarzeniami pochodzącymi z różnych źródeł: zewnętrznych - wpisami z dziennika zdarzeń Windows, Syslog  oraz trapami SNMP a także wewnętrznych – pochodzących bezpośrednio z procesu monitorowania.
Reguły monitorowania – zestawy reguł definiujących zdarzenia do monitorowania oraz dane do zbierania dla dalszych raportów. NetCrunch dostarczany jest z ponad 250 predefiniowanymi regułami.
Dotyczą one:
- systemów operacyjnych: Windows (Active Directory, Network Services Health, Security Audit, Terminal Services, Windows Server, Basic Windows Monitoring), Linux, Mac OS, BSD, Netware, innych (AIX, AS/400, zasoby MIB-II).
- sprzętu: urządzenia sieciowe (Nortel, Alcatel OmniSwitch, Cisco), IBM Director, Dell OpenManage, HP Systems Insight Manager, APC PowerChute, Palo Alto Firewall, NetApp, HPE 3PAR StoreServ, Veeam Backup and Replication, kamery IP, drukarki.
- aplikacji: Microsoft (Exchange), IIS, ISA Server, MS BizTalk Server, MS Dynamics, MS Index Server, MS Project Server, MS SQL Server, SharePoint, APC Windows Events, ARCserve, CA eTrust Alert Manager, Anaya Modulat Messaging Server, Blackberry Enterprise Service, CiscoWorks Lan Managment, Citrix Xen App Server, Java  Application Server, Lotus Domino Server,  Oracle, Squid, Veeam Backup and Replication Server, McAfee Total Protection, Norton AntiVirus, Trend Micro Titanium.

Monitorowanie dostępności – NetCrunch sprawdza dostępność urządzeń oraz usług sieciowych (HTTP, POP3, SMTP, itd.)
Monitorowanie wydajności – NetCrunch udostępnia statystyki urządzeń, serwerów i aplikacji w czasie rzeczywistym. Prezentuje je w formie wykresów i tabel, które można zestawiać i porównywać.
Analiza trendów długoterminowych – program generuje raporty na żądanie lub dostarcza je okresowo przez e-mail.
Zdalny dostęp do Serwera NetCrunch – zarządzanie programem NetCrunch odbywa się na dwa sposoby: poprzez Konsolę Administracyjną AdRem NetCrunch lub przez przeglądarkę www. Od wersji 13 programu umożliwia szybki, bezpieczny dostęp przez NetCrunch Connections Cloud - oferujący szybkość dostępu przez chmurę prywatną przy zachowaniu poufności danych i haseł, które znajdują się wewnątrz sieci firmowej.
Inwentaryzacja sprzętowa, zainstalowanego oprogramowania i hotfixów dla urządzeń z Windows – NetCrunch posiada możliwość gromadzenia podstawowych informacji o sprzęcie wyposażonym w system Windows (np. o zastosowanej płycie głównej, procesorze czy pamięci)  z opcjami planowania przeglądów. Program automatycznie wykrywa i rozpoznaje zainstalowane oprogramowanie oraz hotfixy.
Monitorowanie i backup konfiguracji sprzętu sieciowego – zawiera gotowe do użycia profile ponad 180 urządzeń sieciowych, umożliwia również tworzenie nowych profilów dla innych urządzeń, za pomocą prostych definicji YAML.
Monitorowanie usług chmurowych – NetCrunch monitoruje usługi chmurowe takie jak: Azure, AWS, Cloud, Zoom, Microsoft 365 Service Status, Google Analytics Sensors i inne.
Próbnik monitorujący  - pozwalający na loadbalancing monitorowania lokalnego lub monitorowanie rozproszone poprzez instalacje próbnika w innej lokalizacji. Próbnik przesyła dane monitorowania przez NetCrunch Connections Cloud do Servera NetCrunch.
Zaawansowane zarządzanie alertami i zdalnymi akcjami naprawczymi – obejmuje powiadomienia na email lub sms z profilami notyfikacji dla użytkowników i grup, powiadomienia dźwiękowe i na pulpicie. Akcje diagnostyczne umożliwiające dodanie traceroute lub stanu usługi do wiadomości alertowej. Umożliwia wyzwalania automatycznych akcji kontrolnych w reakcji na alert takich jak uruchomienie programu lub skryptu Windows, zakoczenie procesu, uruchomienie lub zatrzymanie usługi Windows. Dla urządzeń Linux, akcje kontrolne pozwalają na zdalne uruchomienie skryptu SSH. Pozwala również na wyłączenie lub restart komputera, ustawienie zmiennej SNMP lub wysłanie pakietu Wake on LAN w odpowiedzi na wybrany alert. Zarządzanie alertami pozwala na zaawansowaną eskalacje alertów, alerty warunkowe i inne możliwości dostosowań. Zawiera gotowy mechanizm zapobiegania zalewom alertów oparty na zależnościach monitorowania.

## Platforma
Rekomendowana platforma dla Serwera Monitorującego (NetCrunch Server) to  Windows Server 2016 lub nowszy. Zdalna Konsola Admistracyjna AdRem NetCrunch działa na Windows 10 lub nowszy.

## Wersje
Dostępne są trzy wersje oprogramowania NetCrunch: Essentials, Professional, Enterprise.
- Essentials – Monitorowanie dostępności i czasu działania usług, przepustowości i ruchu sieciowego i dowolnych urządzeń SNMP.
- Professional – Kompletny zestaw monitorowania urządzeń, serwerów, applikacji, logów, wirtualizacji, ruchu sieciowego z mapami segmentów fizycznych. Ponad 500 predefiniowanych celów monitorowania.
- Enterprise – Najbardziej skalowalna edycja z dodatkową kontrolą bezpieczeństwa i zarządzaniem grupą użytkowników NetCruncha.

## Wersje językowe
AdRem NetCrunch dostępny jest w wersjach językowych: polskiej, angielskiej, japońskiej, niemieckiej i francuskiej.

## Przegląd dostępnych technologii
Architektura klient-serwer – użytkownik zarządza serwerem monitorującym (NetCrunch Server) poprzez Zdalną Konsolę Administracyjną
Monitorowanie usług chmurowych – NetCrunch monitoruje usługi chmurowe takie jak: Azure, AWS, Cloud, Zoom, Microsoft 365 Service Status, Google Analytics Sensors i inne.
Wielowątkowość – program używa wielowątkowości, wykorzystując zalety wielordzeniowych maszyn x64.
Priorytety monitorowania – program automatycznie ustawia porządek monitorowania węzłów oraz czas monitorowania hierarchii zależności.
Pomijanie wydarzeń – w przypadku awarii pośredniego węzła, program pomija alarmy z węzłów znajdujących się za nim.
Baza danych SQL zapisująca wydarzenia (do  128GB)
Dostęp przez www – interakcje serwera z przeglądarką działają asynchronicznie bez przeładowywania strony zdalnego dostępu.